# کولو کویو
کولو کویو (استونیایی: Küllo Kõiv; ۱۴ ژوئیهٔ ۱۹۷۲ – ۲۹ ژوئن ۱۹۹۸) کشتی‌گیر اهل استونی بود. وی در بازی‌های المپیک تابستانی ۱۹۹۲ و ۱۹۹۶ شرکت کرده است.